# Platnick shablyai
Espèce
Platnick shablyai est une espèce d'araignées aranéomorphes de la famille des Liocranidae.

## Distribution
Cette espèce est endémique du Khatlon au Tadjikistan. Elle se rencontre vers Kuybul'on.

## Description
Le mâle holotype mesure 2,1 mm.

## Étymologie
Cette espèce est nommée en l'honneur de Vitaliy O. Shablya.

## Publication originale
- Marusik & Fomichev, 2020 : « A new genus of Liocranidae (Arachnida: Araneae) from Tajikistan. » Acta Biologica Sibirica, vol. 6, p. 583-594.